# Lusitania: Murder on the Atlantic
Lusitania: Murder on the Atlantic, is een Britse gedramatiseerde documentaire die eind 2007 op televisie werd vertoond. De documentaire is gebaseerd waargebeurde verhalen van overlevenden.

## Verhaal
Het is 1 mei 1915. Het Britse stoomschip de "RMS Lusitania" ligt klaar voor haar reis over de Atlantische Oceaan, naar het in oorlog verkerende Europa. Duitsland waarschuwde in de kranten dat als de Lusitania de oorlogszone bereikte, zij het schip tot zinken zouden brengen.
Als een veertienjarig meisje alleen op reis gaat, terug naar Liverpool, ontmoet zij een aardige man aan boord. Ze leren elkaar kennen boven op het dek. Tijdens de reis praten ze veel meer met elkaar. Haar vader is gestorven en haar moeder woont in het Verenigd Koninkrijk. Kapitein Turner, die die bemanning de opdracht geeft om het schip veilig te laten aanmeren in Liverpool, volgen ook de berichten van de Britse veiligheidsdienst.
Als de Duitsers steeds meer oorlogsschepen laten zinken vlak bij de kust van het Verenigd Koninkrijk, wordt het grootste schip, de Lusitania nog altijd gewaarschuwd. De Duitse U-boot maakt plannen om het schip een bloedneus te geven. Als de mist optrekt op 7 mei 1915, verandert de Lusitania van koers. Als de Duitsers door hebben dat er iets niet klopt, grijpen ze de kans en schieten een torpedo af op een van de kolenruimtes. Vlak na de eerste explosie volgt een tweede explosie tussen de derde en vierde pijp van het schip. De snelle ondergang van de Lusitania is altijd nog een mysterie. Maar liefst 1198 mensen sterven.
De overlevenden wachten uren in het koude water terwijl hulp onderweg is. De Britse veiligheidsdienst en de Verenigde Staten van Amerika sturen geschokte berichten naar Duitsland, hierbij wordt Amerika ook de Eerste Wereldoorlog in gesleept.

## Trivia
- In werkelijkheid braken sommige pijpen van het schip af, in de film gebeurt dat niet.
- Sommige overlevenden werden in de pijpen gezogen toen het zonk, later werden ze weer eruit geblazen.
- De snelle ondergang van de Lusitania is nog steeds een mysterie. Hoewel In 1993  Robert Ballard naar het schip dook om het geval nader te onderzoeken. Hij zag dat er zeer veel kolengruis op de bodem lag. Hij kwam met het feit, dat de torpedo een kolenbunker had doen ontploffen. Die ontploffing zou mogelijk een kettingreactie in werking hebben gezet.